# 장산초등학교 (광주)
장산초등학교는 대한민국 광주광역시 남구 주월동에 있는 초등학교다.

## 학교 연혁
- 1986. 11. 01. 장산국민학교 인가
- 1987. 03. 01. 장산국민학교 개교
- 1996. 03. 01. 장산초등학교로 개칭
- 1998. 03. 01. 장산초등학교 병설유치원 개원
- 2007. 03. 01. 시교육청 지정 수학과 평가 부진학생 지도 시범학교 2년간 운영
- 2008. 12. 22. 교육복지 투자우선지역 학교 선정
- 2012. 09. 01. 제9대 황창녕 교장 부임
- 2013. 03. 01. 시교육청 지정 자율영역(기본학력 다지기) 시범학교
- 2013. 12. 방과후학교 운영 최우수학교 선정(광주광역시교육감)
- 2014. 12. 27. 국제가상교류협력학교(IVECA) 및 영어독서교육 선도학교 운영
- 2014. 12. 29. 2014 학교평가 우수학교 / 2014 학교회계 재정운영 우수학교
- 2015. 02. 13. 제28회 졸업(102명, 총 졸업생 7,879명)